# IC 4314
IC 4314 је елиптична галаксија у сазвјежђу Волар која се налази на листи објеката дубоког неба у Индекс каталогу.
Деклинација објекта је + 26° 44' 35" а ректасцензија 13h 38m 25,0s. Привидна величина (магнитуда) објекта IC 4314 износи 13,8 а фотографска магнитуда 14,8. IC 4314 је још познат и под ознакама MCG 5-32-47, CGCG 161-96, NPM1G +26.0328, PGC 48197.